# 中山政信
中山 政信（なかやま まさのぶ）は、江戸時代中期の常陸国太田藩4代当主。水戸藩附家老・中山家9代。官位は従五位下・備前守。

## 略歴
3代当主・中山信昌の三男として誕生した。幼名、虎次郎。
寛保3年（1743年）7月、父の死により同年8月15日家督を相続した。寛延元年（1748年）5月6日、従五位下・備前守に叙任。
明和8年（1771年）没した。跡を養子の信敬が継いだ。墓所は埼玉県飯能市の智観寺。

## 系譜
父母
- 中山信昌（父）
- 中山信成の娘（母）

正室
- 留代 - 松平信岑の娘、松平庸倫の娘

側室
- 柳澤氏

子女
- 中山信情（三男） 生母は柳澤氏
- 米津政懿継々室
- 中山直有正室
- 山口直温室